# Brown ale
Brown ale é um estilo de cerveja com uma coloração âmbar escuro ou marrom. O termo foi usado pela primeira vez por fabricantes de cerveja de Londres no final do século XVII para descrever seus produtos, embora fossem um pouco diferente das versões atuais. As Brown Ale do século XVIII eram levemente lupuladas e fabricadas com 100% malte brown.

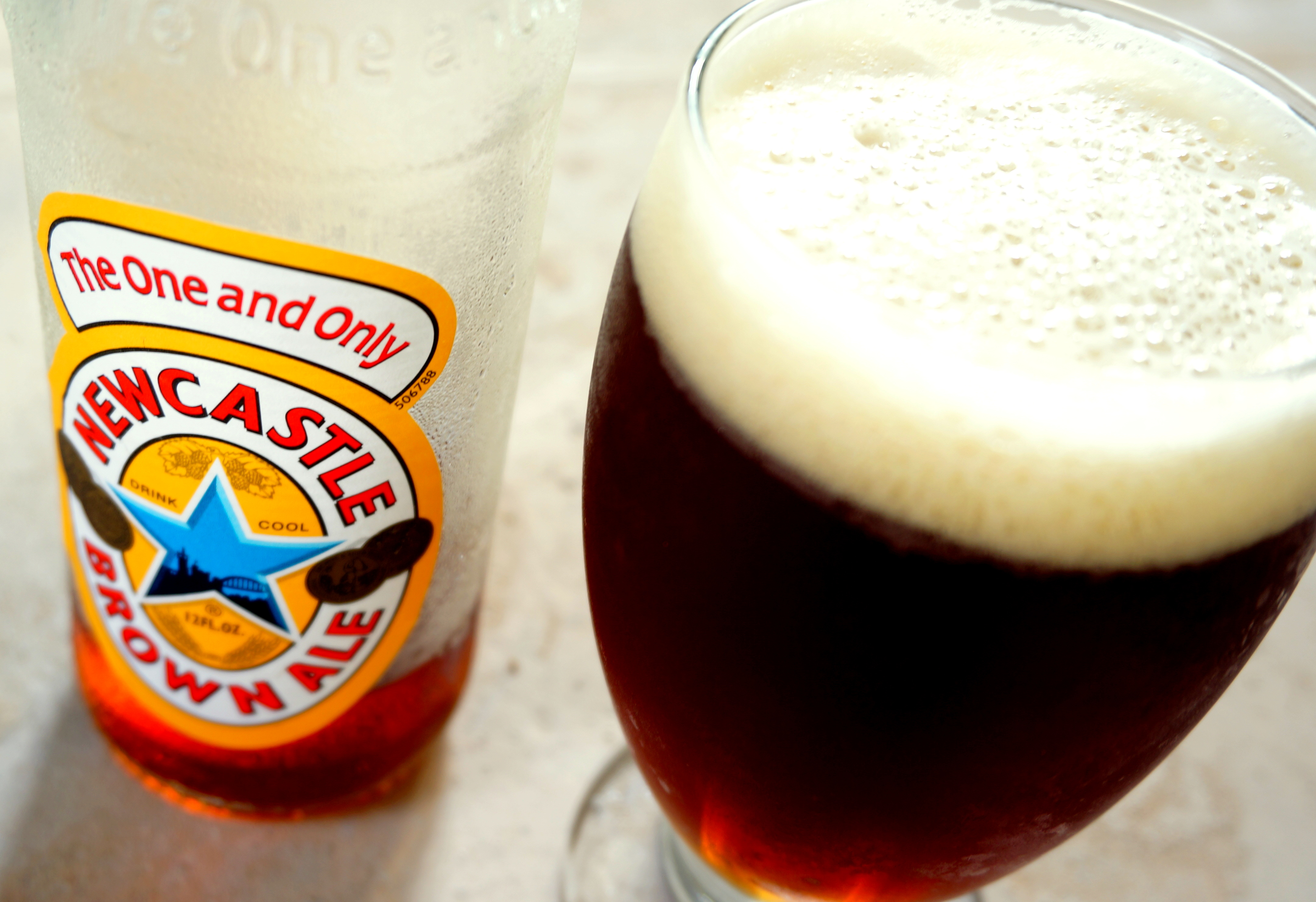
Cerveja Newcastle, um exemplo de Brown Ale moderna

Hoje existem brown ales feitos em várias regiões, notadamente a Inglaterra, a Bélgica e a América. Cervejas chamadas de brown ale podem ser adocicadas, suaves e de baixo teor alcoólico como as Manns Original Brown Ale, até as âmbar de força média de moderada amargura, tais como a Newcastle Brown Ale, e também as maltadas mas lupuladas cervejas como a Sierra Nevada Brown Ale